# Бањо (Салерно)
Бањо (итал. Bagno) је насеље у Италији у округу Салерно, региону Кампанија.
Према процени из 2011. у насељу је живело 77 становника. Насеље се налази на надморској висини од 467 м.